# مزرعة كفريا
مزرعة كفريا هي إحدى القرى اللبنانية من قرى قضاء زغرتا في محافظة الشمال.